# Bidzina Ivanishvili
Bidzina Ivanishvili (en georgiano: ბიძინა ივანიშვილი) es un empresario y político georgiano que ha ocupado el cargo de Primer ministro de Georgia desde el 25 de octubre de 2012 hasta el 20 de noviembre de 2013.
Lideró la coalición Sueño Georgiano que ganó las elecciones parlamentarias del 1 de octubre de 2012 al obtener 85 diputados de 150 posibles. El presidente, Mijeíl Saakashvili, reconoció la victoria de Ivanishvili y el paso a la oposición de su partido. Su nombramiento como Primer ministro fue aprobado por 88 diputados, por lo que recibió tres votos de diputados del Movimiento Nacional, el partido de Saakashvili. El 2 de noviembre de 2013 anunció su intención de abandonar el cargo tras las elecciones presidenciales de ese mes. Para sucederlo designó a Irakli Garibashvili, ministro de interior en su gobierno.
En el campo empresarial consiguió su fortuna en los años noventa en Rusia, a través del holding Metaloinvest, que gestiona sus intereses inmobiliarios, bancarios e industriales. La revista Forbes estima que su fortuna alcanza los 6400 millones de dólares.
En diciembre de 2024 los gobiernos de Ucrania, Letonia, Lituania y Estonia lo sancionaron debido a las acusaciones contra su partido de violar los derechos humanos de los manifestantes opositores durante las protestas en Georgia de 2024 y 2025.

## Distinciones honoríficas
- Caballero gran cruz de la Orden del Águila de Georgia, Casa de Bagration.